# Polyrhachis zopyra
Polyrhachis zopyra är en myrart som beskrevs av Smith 1861. Polyrhachis zopyra ingår i släktet Polyrhachis och familjen myror.

## Underarter
Arten delas in i följande underarter:
- P. z. edentula
- P. z. imbellis
- P. z. zopyra